# Galeria Bielska BWA
Galeria Bielska BWA – galeria sztuki współczesnej będąca samorządową instytucją kultury miasta Bielska-Białej. Prowadzi działalność wystawienniczą, wydawniczą, dokumentacyjną i edukacyjną. Jest organizatorem Biennale Malarstwa Bielska Jesień oraz Bielskiego Festiwalu Sztuk Wizualnych.

## Historia
Główną siedzibą galerii jest budynek przy ulicy 3 Maja 11. Powstał w 1960 jako parterowy Pawilon Plastyków w miejscu zniszczonej bielskiej synagogi według projektu Mieczysława Szymusia we współpracy z Władysławem Szostakiem (opracowanie plastyczne, w tym sgraffita na przyległej ścianie Teatru Lalek Banialuka) i Tadeuszem Bajwolukiem (aranżacja wnętrz). 
Organizował w nim wystawy lokalny oddział Związku Polskich Artystów Plastyków. W latach 1970–1975 mieściła się tam filia katowickiego Biura Wystaw Artystycznych przekształcona po utworzeniu województwa bielskiego w samodzielną placówkę. 
W 1989 obiekt rozbudowano do obecnej postaci – powstało drugie piętro z nową salą ekspozycyjną (obecnie posiada dwie o łącznej powierzchni 400 m²), kawiarnia z przeszkloną narożną elewacją (obecnie klubokawiarnia Aquarium), nowe biura i magazyny. Autorem projektu był Tadeusz Wąsik.
W 1994 placówka została przejęta przez samorząd miasta Bielska-Białej i otrzymała obecną nazwę. Od 2020 galeria korzysta również z pomieszczeń w zabytkowej willi Theodora Sixta, gdzie prezentowana jest m.in. ekspozycja wybranych prac z kolekcji stałej, która w sumie liczy (stan na styczeń 2022) 1073 prac.